# Besson MB-36
Il Besson MB-26 fu un idrovolante monoplano da trasporto passeggeri sviluppato dall'azienda aeronautica francese Société de construction aéronautiques et navales Marcel Besson di Boulogne-sur-Seine nella seconda metà anni venti del XX secolo e rimasto allo stadio di prototipo.

## Storia del progetto
Nel 1926 il progettista Marcel Besson, proprietario della Société de construction aéronautiques et navales Marcel Besson di Boulogne-sur-Mer, sviluppò un idrovolante da trasporto passeggeri, monoplano, che fu designato MB-36. Il prototipo fu esposto presso il Salone dell'Aeronautica di Parigi in quello stesso anno.

## Descrizione tecnica
Si trattava di un idrovolante a scafo centrale, monoplano ad ala alta a parasole, collegata alla fusoliera da una serie di montanti interalari.  Collegatiati all'ala erano anche i due galleggianti stabilizzatori, uno per lato. I propulsori erano 3 radiali Gnome-Rhône 9Ad Jupiter a 9 cilindri raffreddati ad aria eroganti la potenza di 420 CV (298 kW), ognuno azionante un'elica bipala lignea.
L'aereo era progettato per essere polivalente, e poteva essere utilizzato sulle rotte aeree del Mediterraneo per trasportare 2 membri dell'equipaggio e 8 passeggeri, o merci fino a 1 350 kg. L'eventuale impiego militare era previsto o come bombardiere o per il pattugliamento marittimo.

## Impiego operativo
Nonostante fosse stato completato fin dal 1926, il prototipo dello MB-36 (immatricolato F-AKEJ), a causa della crisi finanziaria del 1929 che vide Marcel Besson vendere la sua azienda agli ANF Les Mureaux, andò in volo per la prima volta solo il 15 maggio 1930. Durante i collaudi, il velivolo perdette in volo uno dei galleggianti stabilizzatori dopo circa 37 ore di collaudi ufficiali. Nel corso delle prove il prototipo diede risultati mediocri, e non ricevette alcun ordine di produzione finendo successivamente demolito.

## Utilizzatori
Francia

### Fonti
1. 1 2  Huard 1927, p. 3.
2. ↑  Aviafrance.
3. 1 2 3 4 5 6  Airwar.
4. 1 2 3 4 5  Boroli, Boroli 1983, p. 136.